# Matador (filme)
Matador (prt/bra: Matador) é um filme espanhol de 1986, dos gêneros drama e suspense, dirigido por Pedro Almodóvar.

## Sinopse
Diego Montes (Nacho Martínez) é um toureiro precocemente aposentado que trocou os touros pelas mulheres. Depois de fazer sexo com elas, matá-las era uma forma de reviver a emoção das estocadas na arena. María Cardenal (Assumpta Serna) é uma advogada criminalista que, secretamente, admira a arte do matador (como também são chamados os toureiros). No momento culminante do amor, ela mata seus parceiros, homenageando assim o mítico ritual da tauromaquia. Um dia esses dois se encontram.